# Turbo (Colombie)
Pour les articles homonymes, voir Turbo.
Turbo est une ville colombienne qui se situe sur la côte Caraïbe, dans le département d'Antioquia.

## Histoire
La ville est fondée le 28 août 1840 par Baltasar de Casanova et avec l'approbation de José Ignacio de Márquez, alors président de la République de Nouvelle-Grenade.

## Personnalités liées à la municipalité
- Luis Carlos Perea (1963-) : footballeur né à Turbo.
- John Jairo Tréllez (1968-) : footballeur né à Turbo.
- Néstor Ortiz (1968-) : footballeur né à Turbo.
- Geovanis Cassiani (1970-) : footballeur né à Turbo.
- Luis Amaranto Perea (1979-) : footballeur né à Turbo.
- Kenny Moreno (1979-) : joueuse de volley-ball née à Turbo.
- Isidro Montoya, athlète né à Turbo.